# 長栄寺 (東京都新島村)
長栄寺（ちょうえいじ）は、東京都新島村にある日蓮宗の寺院。山号は三松山。旧本山は大本山中山法華経寺。達師法縁に属する。

## 歴史
この寺は、室町時代の応永年間（1394年～1428年）中山法華経寺の僧日英によって若郷村に創建されたのに始まり、その後現在地に移されたという。なお、この寺には新島に流罪となったものの墓地がある。

## 文化財
- 東京都指定文化財
  - 長栄寺歴祖次第
- 東京都指定旧跡
  - 上木甚兵衛墓及び三島勘左衛門石像

## 旧本末
日蓮宗は昭和16年に本末を解体したため、現在では旧本山・旧末寺と呼びならわしている。
- 正中山法華経寺（千葉県市川市中山）
  - 法華経寺 末：三松山長栄寺（東京都新島村本村）
    - 長栄寺 末：法性山妙蓮寺（東京都新島村本村）
    - 長栄寺 末：東要寺（東京都新島村式根島）
    - 長栄寺 末：長喜山善陽寺（東京都三宅村伊豆）

## 所在地
- 東京都新島村本村3-1-4